# Президентские выборы в Руанде (2024)
Президентские выборы 2024 года в Руанде прошли 15 июля. Президент Руанды Поль Кагаме, правящий с 2000 года, вновь переизбрался на 5-летний срок с официальным результатом 99,18 %.
Всего в бюллетене для голосования значилось 3 кандидата. При этом Национальная избирательная комиссия Руанды, сославшись на «проблемы с оформлением документов», не допустила до выборов активного критика Кагаме Диану Рвигара; которую ранее аналогично отстраняла от участия в кампании 2017 года. Суды Руанды также отказались снять судимости с двух других критиков Кагаме — Бернара Нтаганды и Виктории Ингабире, что лишило их возможности участвовать в выборах.

## Предыстория
На референдуме 2015 года были одобрены поправки к конституции, которые позволяют действующему президенту Полу Кагаме баллотироваться на третий срок в 2017 году, а также сокращают президентские сроки с семи до пяти лет, хотя последнее изменение вступит в силу не ранее 2024 года.
В 2022 году Кагаме заявил французскому телеканалу, что намерен снова баллотироваться в президенты на выборах 2024 года, несмотря на то, что уже отбыл на посту три срока.

## Избирательная система
Президент Руанды избирается в один тур большинством голосов.
Палата депутатов, состоящая из 80 мест, избирается двумя способами: 53 места избираются прямым голосованием по закрытым спискам пропорционального представительства в едином общенациональном избирательном округе с избирательным порогом в 5 %; места распределяются методом наибольшего остатка. Остальные 27 мест избираются непрямым путём местными и национальными советами, в том числе 24 зарезервированы для женщин (шесть от Восточной, Южной и Западной провинций, 4 от Северной провинции и 2 от Кигали), два для представителей молодёжи и одно для представителей инвалидов.
Предвыборная кампания на выборах 2024 года будет проходить с 22 июня по 12 июля.

## Кандидаты
Кагаме объявил о своей кандидатуре на исторический четвёртый срок 20 сентября 2023 года в интервью панафриканскому журналу Jeune Afrique, сказав: «Я доволен доверием, которое руандийцы проявили ко мне. Я всегда буду служить им, насколько смогу. Да, я действительно кандидат». Партии — члены правящей правительственной коалиции Руанды, Руандийский патриотический фронт (РПФ), поддержали кампанию Кагаме, включая Идеальную демократическую партию, Демократический союз народа Руанды, Партию процветания и солидарности и Социалистическую партию Руанды. Кандидатура Кагаме была окончательно утверждена РПФ без возражений по итогам съезда 9 марта 2024 года.
Кандидат в президенты 2017 года Фрэнк Хабинеза от Демократической партии зелёных Руанды также заявил, что снова будет баллотироваться в 2024 году.
Политическая активистка Виктория Ингабире Умухоза заявила, что её партия «Объединённые демократические силы» бросит вызов Кагаме, если будет зарегистрирована вовремя. В 2023 году она заявила, что, признавая достижения Кагаме на посту президента, его величайшим достижением будет уход в отставку, чтобы обеспечить мирную передачу власти. Однако Ингабире ранее была отстранена от участия в выборах после того, как была осуждена по обвинению в угрозе государственной безопасности и преуменьшении геноцида в Руанде. 13 марта 2024 года суд отклонил её апелляцию о разрешении баллотироваться на этот пост.

### Зарегистрированные кандидаты
- Поль Кагаме, Руандийский патриотический фронт, нынешний президент (2000 — н. в.)
- Филипп Мпайимана, независимый участник
- Фрэнк Хабинеза, Демократическая зелёная партия Руанды (ДЗПР)

## Результаты
| Место                                         | Место                       | Кандидат                    | Партия                           | Голосов   | %       |
| --------------------------------------------- | --------------------------- | --------------------------- | -------------------------------- | --------- | ------- |
|                                               | 1.                          | Поль Кагаме                 | Руандийский патриотический фронт | 8 822 794 | 99,18 % |
|                                               | 2.                          | Фрэнк Хабинеза              | Демократическая зелёная партия   | 44 479    | 0,50 %  |
|                                               | 3.                          | Филипп Мпайимана            | Независимый                      | 28 466    | 0,32 %  |
| Действительных бюллетеней                     | Действительных бюллетеней   | Действительных бюллетеней   | Действительных бюллетеней        | 8 895 739 | 99,86 % |
| Недействительных бюллетеней                   | Недействительных бюллетеней | Недействительных бюллетеней | Недействительных бюллетеней      | 12 137    | 0,14 %  |
| Всего                                         | Всего                       | Всего                       | Всего                            | 8 907 876 | 100 %   |
|                                               |                             |                             |                                  |           |         |
| Явка                                          | Явка                        | Явка                        | Явка                             | 8 907 876 | 98,20 % |
| Число избирателей                             | Число избирателей           | Число избирателей           | Число избирателей                | 9 071 157 | 100 %   |
| Источник: Национальная избирательная комиссия |                             |                             |                                  |           |         |

## Критика
По мнению сотрудницы Human Rights Watch Клементины де Монжуа, «результат Кагаме в 99 % свидетельствует о том, насколько ограничено политическое поле для оппозиции в стране».
Не получивший возможности выдвинуть свою кандидатуру оппозиционер Бернар Нтаганда осудил результаты выборов как «лишённые славы, политического и народного триумфа» и омрачённые «полным отсутствием какой-либо легитимной и независимой оппозиции».